# Everon
Everon ist eine 1989 gegründete Progressive-Rock-Band aus Krefeld.

## Bandgeschichte
Ralf Janssen, Christian Moos und Michael Schymik spielten schon ein paar Jahre zusammen. Diese Zeit wurde eher durch Pragmatismus geprägt und von der Suche nach einem eigenen Stil, einer musikalischen Richtung sowie einem geeigneten Sänger bestimmt. 1989 wurde Oliver Philipps durch eine Annonce in einem Musikfachblatt auf die Band aufmerksam. Philipps hatte mit seiner Band „Jester's Palace“ bereits zwei Alben aufgenommen, doch unglücklicherweise hatte sich diese Formation aufgelöst. Die drei bisherigen Mitglieder von Everon waren beeindruckt von Philipps Talent als Songwriter, Keyboarder und Gitarrist. Schließlich konnte Philipps auch als Sänger überzeugen. Die Technik wurde durch den Einsatz von Keyboards und anderen elektronischen Klangerzeugern aufgerüstet und somit ein High-Tech-Sound um die Songs gelegt, welche einen Mix aus Melodie und Power ergeben.
Die Band kam in Kontakt mit Eroc. Der ehemalige Schlagzeuger der Band Grobschnitt produzierte unter anderem bereits für Philip Boa. Eroc bot Everon die Benutzung der Woodhouse Studios für die Aufnahme eines Albums an. Everon nahm das Angebot an und nahm das Debütalbum Paradoxes unter der Anleitung von Eroc auf. Als das Album sich Ende 1992 seiner Fertigstellung näherte, erhielt Everon bereits Angebote von beinahe allen Independent-Progressive-Rock-Labels. Letztendlich unterzeichnete Everon bei SI Music.
Bei der Suche nach einem Plattencover stieß die Band auf ein paar Skizzen des australischen Künstlers Gregory Bridges. Es dauerte eine Weile, bis der Name des Künstlers herausgefunden und dieser kontaktiert war. Nachdem Bridges die ersten Demos des noch unfertigen Albums vorgespielt wurden, sagte er alles andere ab und bot Everon das Design für das komplette Album an.
Paradoxes erschien im Mai 1993 und wurde auch außerhalb der Progressive-Rock-Szene beachtet. Schnell wurde es zu einem der beiden meistverkauften Alben aus dem Katalog von SI Music. Das Album erhielt neun von zehn Punkten bei „Heavy oder Was“ (Deutschland), acht von zehn Punkten vom japanischen Metal Magazin „Burrn!“ und die Band wurde von verschiedenen Blättern als Entdeckung des Jahres gefeiert.
Im selben Jahr spielte Everon zusammen mit Fish vor einigen Tausend Besuchern eines Open-Air-Festivals in den Niederlanden.
Paradoxes hielt sich bereits mehrere Wochen in den Top 10 der japanischen Import Charts, als es in einer Zweitveröffentlichung durch das Label „Zero Corporation“ bei Toshiba/EMI erschien. Vier weitere japanische Plattenfirmen interessierten sich für das Album. Die Band hatte mit ihrem Erstlingswerk alles übertroffen, was sie sich bis dahin erhofft hatte.
1994 kehrte Everon in die in der Zwischenzeit komplett modernisierten Woodhouse Studios zurück. Nun mit mehr Erfahrung und zusätzlichen technischen Möglichkeiten ausgestattet, konnte die Arbeit an einem „richtigen“ Album losgehen: Flood wurde wieder von Eroc produziert und Gregory Bridges fertigte das Design an. Eroc bemerkte, dies sei das lauteste Album, das er bisher aufgenommen habe.
Unglücklicherweise ging SI Music bald darauf in den Bankrott und innerhalb kürzester Zeit wurden alle weiteren Pläne abgesagt. Für die Band war dies eine große Enttäuschung und für eine gewisse Zeit dachte bereits man über die Auflösung nach. Schon nach ein paar Monaten fand die Band neue Motivation in ihrer eigenen Musik und startete mit neuem Material einen zweiten Anlauf: Sie gaben all den Frust und die Wut, aber auch Leidenschaft und Enthusiasmus in das neue Album Venus, welches 1997 bei Mascot Records erschien. Wieder fertigte Gregory Bridges das Artwork an. Oliver Philipps und Christian Moos etablierten ihr eigenes Aufnahmestudio „SpaceLab“. Auch wenn Eroc das Album diesmal nicht produzierte, war dennoch eine große Hilfe für Everon.
Nach der Veröffentlichung von Venus verließ Ralf Janssen die Band aufgrund mangelnder Motivation und nachlassendem Interesse. Für ihn kam Ulli Hoever in die Band.
1998 startete SpaceLab erfolgreich mit der Produktion von Demos und Alben verschiedener europäischer Bands.
Mit Fantasma erschien im Jahr 2000 das vierte Album. Erstmals spielte Ulli Hoever E-Gitarre und zusätzlich kam der Live-Keyboarder Oliver Thiele in die Band. Das war das bisher stärkste Aufgebot der Band. Das Album wurde in den SpaceLab Studios aufgenommen und von Philipps und Moos produziert. Und wieder wurde das Albumcover von Gregory Bridges künstlerisch gestaltet.
Auch wenn der Sound der Band einen technisch sehr hohen und aufwändigen Level bietet, wird die Musik dennoch komplett von Everon selbst gespielt. Fantasma ist wieder ein bedeutender Meilenstein in der stetigen Entwicklung des Everon Sounds. Auch wenn Progressive Rock als Kategorie für diesen Sound einigermaßen zutreffend sein mag, so ist es schwierig etwas vergleichbares zu finden. Dasselbe gilt für die Songtexte. Man sucht vergebens nach Fantasy-Geschichten oder Symbolorgien. Stattdessen findet man sensible und leicht zugängliche Texte über alle möglichen Arten menschlicher Interaktion, wenn auch oft einem bestimmten Thema zugeordnet, wie auf Fantasma dem Thema „Verlust“. Jedes der Bandmitglieder hatte persönlich Erfahrungen mit eigenen Verlusten in den letzten zwei Jahren gemacht. Besonders der tragische Unfall des langjährigen Freundes und Crew-Mitglied Detlef Dohmen, welcher tödlich endete, wurde in Fantasma musikalisch aufgearbeitet. Das Album ist ihm gewidmet.
Kurz bevor 2002 die beiden neuen Alben veröffentlicht wurden, verließ der Keyboarder Oliver Thiele die Band wieder. Bridge und Flesh erzielten wieder fantastische Kritiken. Wie schon alle Alben zuvor fertigte auch hierzu wieder einmal Gregory Bridges das Artwork des Covers an. Nach monatelanger vergeblicher Suche nach einem neuen geeigneten Keyboarder entschied sich Oliver Philipps dazu selber auf der Bühne Piano und Keyboard zu übernehmen.
2003 spielte Everon so viele Auftritte wie noch nie. Unter anderem trat Everon auf dem „French Progressive Festival“ in Sarlat (Frankreich) auf. Im selben Jahr wurde eine Single-CD herausgegeben. Der Titel Missing from the Chain war exklusiv als Radiopromotion gedacht.
Das Album North kam im April 2008 heraus.
Im Dezember 2024 erschien die erste Single No Embrace des neuen Albums Shells, das am 28. Februar 2025 veröffentlicht wurde. Während der Produktion des Albums "Shell" verstarb der Schlagzeuger Christian "Moschus" Moos am 03.05.2024 im Alter von 60 Jahren.

## Stil
Everon kombiniert eine starke Präsenz elektronischer Synthesizer mit aggressivem Einsatz von E-Gitarren. Auch wenn eindeutig klassische Einflüsse zu erkennen sind, kann der Musikstil am besten als eine Mischung aus Progressive Rock und Progressive Metal bezeichnet werden.
Everon wurde direkt beeinflusst durch Gruppen wie Rush, Saga und Pallas. Das Album North wird allerdings eher dem Neo-Prog zugeordnet. Die Musik lehnt sich stark an Progressive Metal an, wobei Dream Theater häufig als Referenz genannt wird.

## Diskografie
Studioalben
- 1993: Paradoxes
- 1995: Flood
- 1997: Venus
- 2000: Fantasma
- 2002: Bridge
- 2002: Flesh
- 2008: North
- 2025: Shells